# Organizaciones de estándares

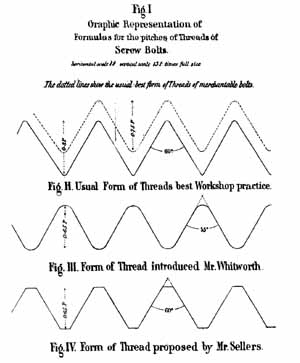
Representación gráfica de fórmulas para los pasos de rosca de tornillos

Una organización de normalización, un organismo de normalización, una organización de desarrollo de normas (SDO, siglas de standards setting organization) o una organización de establecimiento de normas (SSO, siglas de standards setting organization), es una organización cuya función principal es desarrollar, coordinar, promulgar, revisar, modificar, reeditar, interpretar o contribuir de otro modo a la utilidad de las normativas técnicas para quienes las utilizan. Una organización de este tipo trabaja para crear uniformidad entre productores, consumidores, agencias gubernamentales y otras partes relevantes con respecto a la terminología, las especificaciones del producto (por ejemplo, tamaño, incluidas las unidades de medida), protocolos y más. Sus objetivos podrían incluir garantizar que el disco duro externo de la empresa A funcione en la computadora de la empresa B, que la presión arterial de un individuo mida lo mismo con el esfigmomanómetro de la empresa C que con el de la empresa D, o que todas las camisas que no deben plancharse tengan el mismo icono (un plancha de ropa tachado con una X) en la etiqueta.
La mayoría de las normas son voluntarias en el sentido de que se ofrecen para su adopción por parte de personas o de la industria sin que estén impuestas por ley. Algunas normas se vuelven obligatorias cuando son adoptadas por los reguladores como requisitos legales en dominios particulares, a menudo por motivos de seguridad o para proteger a los consumidores de prácticas engañosas. El término "norma formal" se refiere específicamente a una especificación que ha sido aprobada por una organización que establece estándares. El término "estándar de iure" se refiere a un estándar exigido por requisitos legales o se refiere en general a cualquier estándar formal. Por el contrario, el término estándar de facto se refiere a una especificación (o protocolo o tecnología) que ha logrado un uso y aceptación generalizados, a menudo sin haber sido aprobado por ninguna organización de normalización (o recibir dicha aprobación solo después de que ya haya logrado un uso generalizado). Ejemplos de estándares de facto que no fueron aprobados por ninguna organización de estándares (o al menos no aprobados hasta después de que tuvieran un uso generalizado "de facto") incluyen el Conjunto de comandos Hayes desarrollado por la compañía Hayes, el diseño de las fuentes de texto TrueType ideado por Apple o el protocolo PCL utilizado por Hewlett-Packard en sus impresoras.
Normalmente, el término "organización de estándares" no se utiliza para referirse a las partes individuales que participan dentro de la organización de desarrollo de estándares en calidad de fundadores, benefactores, partes interesadas, miembros o contribuyentes, quienes a su vez pueden funcionar como organizaciones de estándares o liderarlas.

## Historia

### Estandarización
El desarrollo de estándares en la industria y el comercio se volvió muy importante con el inicio de la Revolución Industrial y la necesidad de utilizar cada vez más máquinas herramienta y piezas intercambiables de alta precisión. Henry Maudslay desarrolló el primer torno para tallado de tornillos industrialmente práctico en 1800, lo que permitió la estandarización por primera vez de los tamaños de las roscas de tuercas y tornillos.
El trabajo de Maudslay, así como las contribuciones de otros ingenieros, lograron una modesta estandarización de la industria, y en algunos casos los estándares internos de algunas empresas se extendieron progresivamente dentro de sus industrias. Las medidas de rosca de tornillo de Joseph Whitworth fueron adoptadas como el primer estándar nacional (no oficial) por empresas de todo el país en 1841, y llgó a ser conocido como rosca Whitworth, siendo ampliamente adoptado en otros países.

### Primeras organizaciones de estándares
A finales del siglo XIX, las diferencias en los estándares entre las empresas hacían que el comercio fuera cada vez más difícil y tenso. Por ejemplo, un comerciante de hierro y acero expresó su descontento en The Times: "Los arquitectos e ingenieros generalmente especifican las secciones tipo de de los materiales o de los útiles de trabajo tan innecesariamente diversas que cualquier cosa que se parezca a una fabricación económica y continua se vuelve imposible. En este país no hay dos profesionales "que se pongan de acuerdo sobre el tamaño y el peso de una viga maestra que emplearán para un trabajo determinado".
El Comité de Normas de Ingeniería británico se estableció en Londres en 1901 como el primer organismo nacional de normalización del mundo. Posteriormente amplió su labor de normalización y se convirtió en la Asociación Británica de Normas de Ingeniería en 1918, adoptando el nombre de Institución Británica de Normas en 1931 después de recibir su Carta Real en 1929. Las normas nacionales se adoptaron universalmente en todo el país y permitieron a los mercados actuar de forma más racional y eficiente, con un mayor nivel de cooperación.
Después de la Primera Guerra Mundial, se establecieron organismos nacionales similares en otros países. El Deutsches Institut für Normung se creó en Alemania en 1917, seguido de sus homólogos, el National Standard Institute estadounidense y de la Commission Permanente de Standardisation francesa, ambos organismos creados en 1918.

### Organizaciones internacionales
Varias organizaciones internacionales se dedican a la creación de estándares internacionales, como Codex Alimentarius, las Guías de la Organización Mundial de la Salud, o las Recomendaciones de la Unión Internacional de Telecomunicaciones y al estar financiados con fondos públicos, están disponibles gratuitamente para su consideración y uso en todo el mundo.

### Asociaciones internacionales de normalización

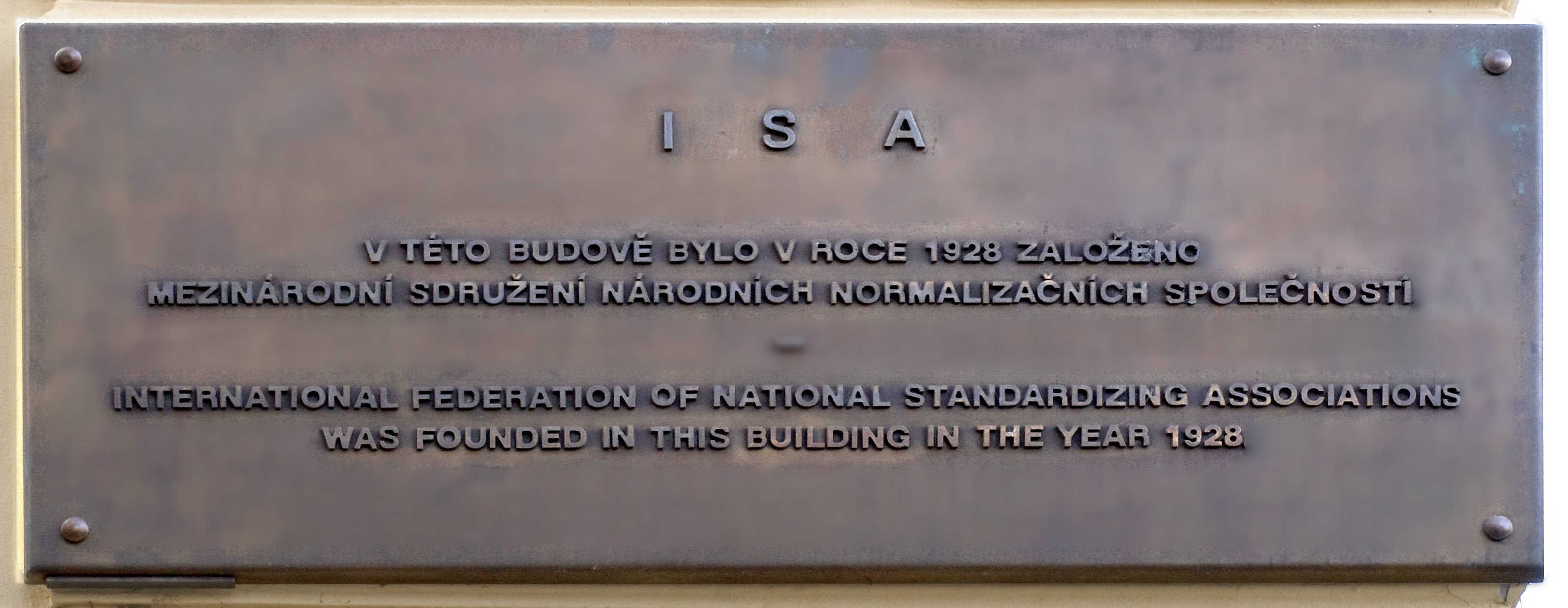
Placa conmemorativa de la fundación de la ISA en Praga

En 1904, Crompton representó a Gran Bretaña en la Exposición Universal de San Luis (Misuri, Estados Unidos), como parte de una delegación del Institute of Electrical Engineers. Presentó un documento sobre normalización, que fue tan bien recibido que se le pidió que estudiara la formación de una comisión para supervisar el proceso. En 1906, su trabajo estaba completo y elaboró un documento con los términos para crar la Comisión Electrotécnica Internacional con carácter permanente. El organismo celebró su primera reunión ese año en Londres, con representantes de 14 países. En honor a su contribución a la estandarización eléctrica, Lord Kelvin fue elegido primer presidente del organismo.
La International Federation of the National Standardizing Associations (ISA) se fundó en 1926 con el cometido más amplio de mejorar la cooperación internacional para todas las normas y especificaciones técnicas, aunque quedó suspendida en 1942 durante la Segunda Guerra Mundial.
Después de la guerra, el por entonces recién formado Comité Coordinador de Normas de las Naciones Unidas (UNSCC) presentó a la ISA una propuesta para formar un nuevo organismo de normas globales. En octubre de 1946, los delegados de la ISA y la UNSCC de 25 países se reunieron en Londres y acordaron unir fuerzas para crear la nueva Organización Internacional de Normalización, que inició oficialmente sus operaciones en febrero de 1947.

## Resumen
Las organizaciones de normalización pueden clasificarse según su función, posición y el alcance de su influencia en el ámbito de la normalización local, nacional, regional y global.
Por designación geográfica, existen organismos de normalización internacionales, regionales y nacionales (a estos últimos a menudo se los denomina ONN). Por designación de tecnología o industria, existen organizaciones de desarrollo de estándares (SDO) y también organizaciones de establecimiento de estándares (SSO), también conocidas como consorcios. Las organizaciones de normalización pueden ser entidades gubernamentales, cuasi gubernamentales o no gubernamentales. Las organizaciones de normalización cuasi gubernamentales y no gubernamentales suelen ser organizaciones sin fines de lucro.

### Organizaciones internacionales de normalización

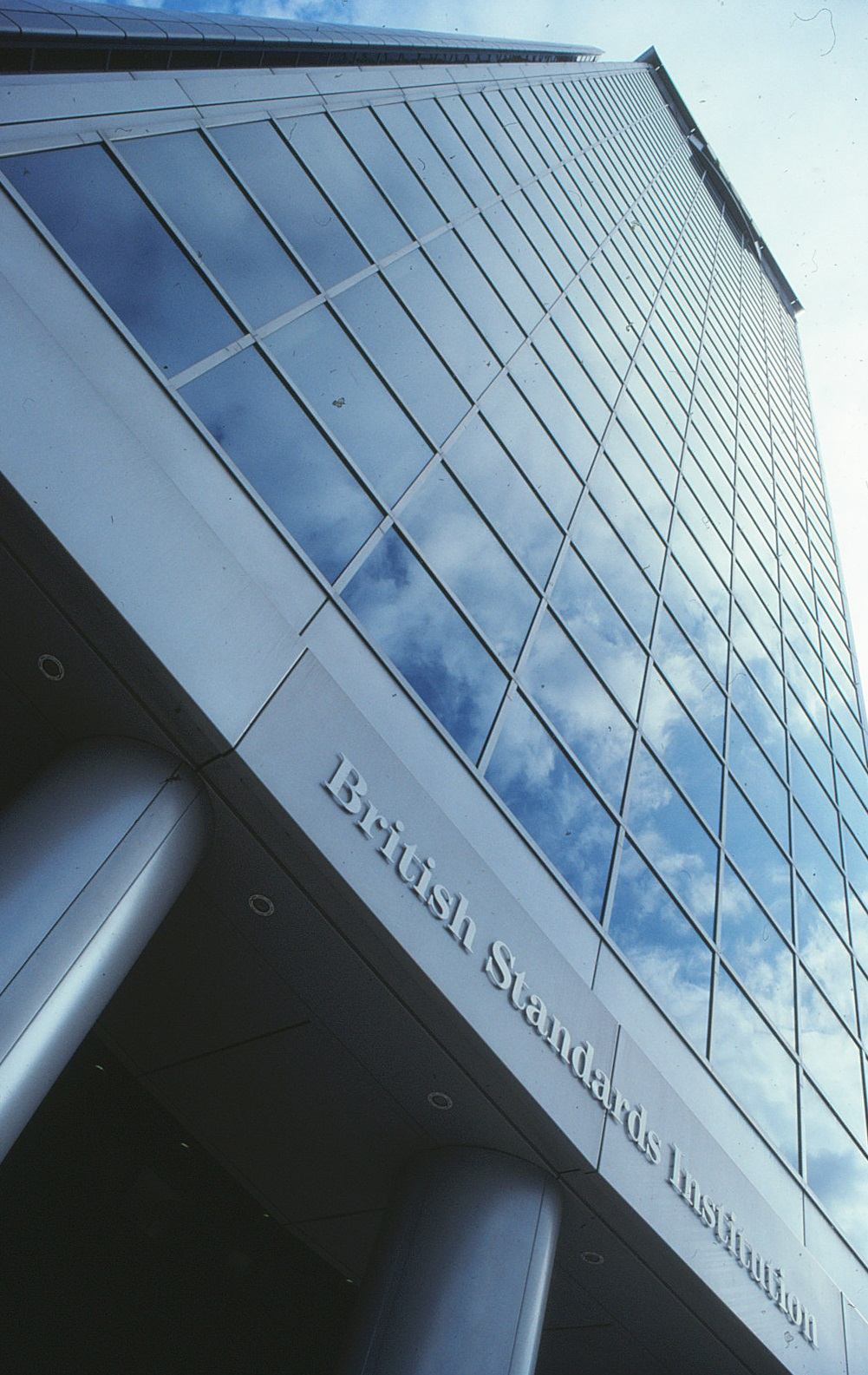
El edificio de la British Standards Institution en 1997

En términos generales, una organización internacional de estándares desarrolla estándares internacionales (esto no necesariamente restringe el uso de otros estándares publicados a nivel internacional).
Hay muchas organizaciones internacionales de normalización. Las tres organizaciones más grandes y mejor establecidas son la Organización Internacional de Normalización (ISO), la Comisión Electrotécnica Internacional (IEC) y la Unión Internacional de Telecomunicaciones (ITU), fundadas respectivamente en 1947, 1906 y 1865. Todas tienen su sede en Ginebra, Suiza. Han establecido decenas de miles de normas que cubren casi todos los temas imaginables, que se adoptan en todo el mundo y reemplazan varios estándares "locales" incompatibles. Muchos de estos estándares evolucionan naturalmente a partir de aquellos diseñados internamente dentro de una industria o por un país en particular, mientras que otros han sido creados desde cero por grupos de expertos que forman parte de varios comités técnicos (CT). Estas tres organizaciones juntas forman la alianza World Standards Cooperation (WSC).
ISO está compuesta por organismos nacionales de normalización (ONN), uno por cada asociación económica de países miembro. El IEC también está compuesto por comités nacionales, uno por cada asociación económica de países miembro. En algunos casos, el comité nacional de la IEC de una economía también puede ser el miembro de ISO de ese país o economía. ISO e IEC son organizaciones internacionales privadas que no están establecidas por ningún tratado internacional. Sus miembros pueden ser organizaciones no gubernamentales o agencias gubernamentales, seleccionadas por ISO e IEC (que son organizaciones establecidas de forma privada).
La UIT es una organización basada en un tratado establecida como agencia permanente de la ONU, en la que los gobiernos son los miembros principales, aunque otras organizaciones (como organizaciones no gubernamentales y empresas individuales) también pueden tener una forma de membresía directa en la UIT. Otro ejemplo de organización de normalización internacional basada en tratados con miembros gubernamentales es la Codex Alimentarius Commission.

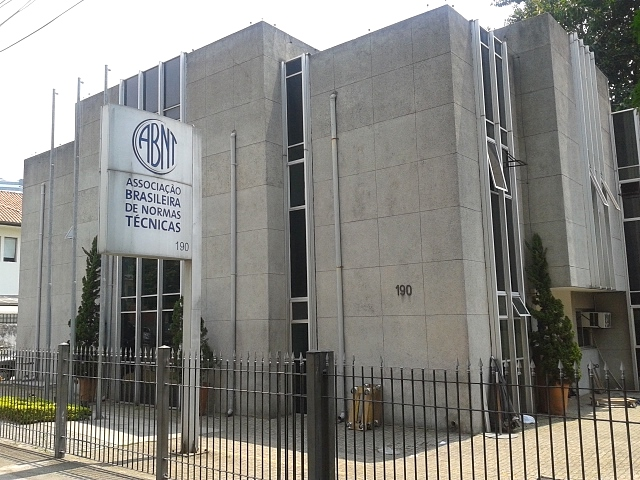
Edificio de la Associação Brasileira de Normas Técnicas (2014)

Además, una gran variedad de organizaciones de estándares internacionales independientes como ASME, ASTM, la Comisión Internacional de Iluminación (CIE), el Institute of Electrical and Electronics Engineers, el Grupo de Trabajo de Ingeniería de Internet (IETF), la Sociedad de Ingenieros de Automoción (SAE), la TAPPI, el World Wide Web Consortium (W3C) y la Unión Postal Universal (UPU) desarrollan y publican estándares para distintos usos internacionales. En muchos de estos casos, estas organizaciones internacionales de normalización no se basan en el principio de un miembro por país. Más bien, la membresía en tales organizaciones está abierta a aquellos interesados en unirse y que estén dispuestos a aceptar los estatutos de la organización, ya sea que tengan como miembros expertos técnicos organizacionales/corporativos o individuales.
El Comité de Ingeniería Electrónica de Aerolíneas (AEEC) se formó en 1949 para preparar estándares de ingeniería de los sistemas de aviónica con otras organizaciones de aviación, como RTCA, EUROCAE y OACI. Sus normas son ampliamente conocidas como los Estándares ARINC.

### Organizaciones regionales de normalización
También existen organismos de normalización regionales, como el Comité Europeo de Normalización (CEN), el Comité Europeo de Normalización Electrotécnica (CENELEC), el Instituto Europeo de Normas de Telecomunicaciones (ETSI) y el Instituto de Materiales y Medidas de Referencia (IRMM) en Europa, el Pacific Area Standards Congress (PASC), la Pan American Standards Commission (COPANT), la African Organisation for Standardisation (ARSO), la Arabic industrial development and mining organization (AIDMO), y otros.
En la Unión Europea, solo los estándares creados por CEN, CENELEC y ETSI se reconocen como "estándares europeos" (según el Reglamento (UE) n.º 1025/2012), y los Estados miembros deben notificar a la Comisión Europea y entre sí sobre todos los proyectos de reglamentos técnicos relativos a productos y servicios de TIC antes de que se adopten en la legislación nacional. Estas reglas se establecieron en la Directiva 98/34/CE con el objetivo de proporcionar transparencia y control en relación con los reglamentos técnicos.
También existen organizaciones de normalización subregionales, como la Asociación de Normalización del Mercosur (AMN), la CARICOM Regional Organisation for Standards and Quality (CROSQ) y el Comité Consultivo de Normas y Calidad de la ASEAN (ACCSQ), el Comité de Normas de África Oriental de la EAC (www.eac-quality.net) y la GCC Standardization Organization (GSO) para las Monarquías del Golfo.

### Organismos nacionales de normalización
En general, cada país o economía tiene un único organismo nacional de normalización (ONN) reconocido. Es probable que un organismo nacional de normalización sea el único miembro de esa economía en la ISO; que cuenta actualmente con 161 miembros. Los organismos nacionales de normalización no suelen preparar el contenido técnico de las normas, sino que lo elaboran las sociedades técnicas nacionales.
| Organización | Iniciales | País                    |
| --- | --------- | ----------------------- |
| Instituto Nacional Estadounidense de Estándares | ANSI      | Estados Unidos          |
| Asociación Española de Normalización y Certificación | AENOR     | España                  |
| Association Française de Normalisation, Asociación Francesa de Normalización | AFNOR     | Francia                 |
| Badan Standardisasi Nasional | BSN       | Indonesia               |
| Bangladesh Standards and Testing Institution | BSTI      | Bangladesh              |
| Associação Brasileira de Normas Técnicas | ABNT      | Brasil                  |
| British Standards Institution | BSI       | Reino Unido             |
| Bulgarian Institute for Standardization | BDS       | Bulgaria                |
| Bureau voor Normalisatie/Bureau de Normalisation | NBN       | Bélgica                 |
| Bureau of Indian Standards | BIS       | India                   |
| Bureau of Standards Jamaica | BSJ       | Jamaica                 |
| Dirección General de Normas (México) | DGN       | México                  |
| Deutsches Institut für Normung | DIN       | Alemania                |
| Eesti Standardimis- ja Akrediteerimiskeskus, Centro de Normalización de Estonia | EVS       | Estonia                 |
| Ente Nazionale Italiano di Unificazione | UNI       | Italia                  |
| Euro-Asian Council for Standardization, Metrology and Certification | GOST      | Rusia (Unión Soviética) |
| Finnish Standards Association | SFS       | Finlandia               |
| Institut Luxembourgeois de la normalisation, de l’Accréditation, de la Sécurité et qualité des produits et services, Instituto de Normalización, Acreditación, Seguridad y Calidad de Productos y Servicios de Luxemburgo | ILNAS     | Luxemburgo              |
| Instituto Argentino de Normalización y Certificación | IRAM      | Argentina               |
| Instituto Colombiano de Normas Técnicas y Certificación | ICONTEC   | Colombia                |
| Japanese Industrial Standards Committee | JISC      | Japón                   |
| Koninklijk Nederlands Normalisatie Instituut | NEN       | Países Bajos            |
| Korean Agency for Technology and Standards | KATS      | Corea del Sur           |
| Magyar Szabványügyi Testület, Institución de Normas Húngara | MSZT      | Hungría                 |
| Organismul Național de Standardizare, Asociación Rumana de Normas | ASRO      | Rumanía                 |
| South African Bureau of Standards | SABS      | Sudáfrica               |
| Standardization Administration of China | SAC       | China                   |
| Standards Council of Canada | SCC       | Canadá                  |
| Standards New Zealand | SNZ       | Nueva Zelanda           |
| Standards Norway | SN        | Noruega                 |
| Standards Organisation of Nigeria | SON       | Nigeria                 |
| Swedish Standards Institute | SIS       | Suecia                  |
| Swiss Association for Standardization | SNV       | Suiza                   |
| Turkish Standards Institution | TSE       | Turquía                 |
| Standards Australia | SAI       | Australia               |
| Jabatan Standard Malaysia | DSM       | Malasia                 |
| Instituto Português da Qualidade, Instituto Portugués de la Calidad | IPQ       | Portugal                |
| Estándares nacionales vietnamitas | TCVN      | Vietnam                 |

Las ONN pueden ser organizaciones del sector público o privado, o una combinación de ambas. Por ejemplo, el Consejo de Normas de Canadá es una Empresa pública, la Dirección General de Normas es una agencia gubernamental dentro de la Secretaría de Economía de México y la ANSI es una organización 501(c)(3) estadounidense sin ánimo de lucro formada por miembros del sector público y privado. El Instituto Nacional de Estándares y Tecnología (NIST), la agencia de estándares del gobierno de EE. UU., coopera con ANSI bajo un memorándum de entendimiento para colaborar en la Estrategia de Estándares de los Estados Unidos. Los factores determinantes de si una ONN para una economía en particular es un organismo del sector público o privado pueden incluir los roles históricos y tradicionales que desempeña el sector privado en los asuntos públicos de esa economía o en la etapa de desarrollo de esa economía.

### Organizaciones de desarrollo de estándares (SDO)
Un "organismo nacional de normalización" (ONN) generalmente es una organización de normalización que es miembro por ese país de la ISO. Una organización de desarrollo de estándares (SDO) es una de las miles de organizaciones de estándares industriales o sectoriales que desarrollan y publican estándares específicos de la industria. Algunas economías cuentan únicamente con una ONN sin otras ODS. Las grandes economías como Estados Unidos y Japón tienen varios cientos de SDO, muchas de las cuales están coordinadas por las ONN centrales de cada país (ANSI y JISC en este caso). En algunos casos, las SDO internacionales basadas en la industria, como CIE, el Institute of Electrical and Electronics Engineers y la Audio Engineering Society (AES), pueden tener enlaces directos con organizaciones internacionales de normalización, contribuyendo a las normas internacionales sin pasar por un organismo nacional de normalización. Las SDO se diferencian de las organizaciones que establecen estándares (SSO) en que las SDO pueden estar acreditadas para desarrollar estándares utilizando procesos abiertos y transparentes.

### Alcance del trabajo
Los desarrolladores de estándares técnicos generalmente se preocupan por los estándares de interfaz, que detallan cómo los productos se interconectan entre sí, y los estándares de seguridad, cuyas características establecidas garantizan que un producto o proceso sea seguro para los humanos, los animales y el medio ambiente. El tema de su trabajo puede ser concreto o muy amplio. Otra área de interés es definir cómo se mide y describe el comportamiento y el rendimiento de los productos en las estadísticas.
Los organismos de normalización que se superponen o compiten tienden a cooperar decididamente, buscando definir límites entre el alcance de su trabajo y operando de manera jerárquica en términos de alcance nacional, regional e internacional. Las organizaciones internacionales suelen tener como miembros a organizaciones nacionales, y las normas que surgen a nivel nacional (como las BS 5750) pueden adoptarse a nivel regional (la BS 5750 se adoptó como EN 29000) y a nivel internacional (la BS 5750 se adoptó como ISO 9000).
A menos que las adopte un gobierno, las normas no tienen fuerza jurídica. Sin embargo, la mayoría de las jurisdicciones tienen leyes sobre la publicidad engañosa, y las ambigüedades pueden reducirse si una empresa ofrece un producto que "cumple" con un estándar.

### Proceso de desarrollo de estándares
Cuando una organización desarrolla estándares que pueden usarse abiertamente, es común publicar reglas formales sobre el proceso. Esto puede incluir:
- ¿Quién puede votar y dar su opinión sobre estándares nuevos o revisados?
- ¿Cuál es el proceso formal paso a paso?
- ¿Cómo se manejan los prejuicios y los intereses comerciales?
- ¿Cómo se valoran los votos negativos y los positivos?
- ¿Qué tipo de consenso se requiere?

Aunque puede ser un proceso largo y tedioso, el establecimiento de normas formales es esencial para desarrollar nuevas tecnologías. Por ejemplo, desde 1865, la industria de las telecomunicaciones ha dependido de la UIT para establecer los estándares de telecomunicaciones que se han adoptado en todo el mundo. La UIT ha creado numerosos estándares de telecomunicaciones que incluyen especificaciones telegráficas, asignación de números de teléfono, protección contra interferencias y protocolos para diversas tecnologías de comunicaciones. Los estándares que se crean a través de organizaciones de estándares conducen a una mejor calidad del producto, garantizan la interoperabilidad de los productos de la competencia y proporcionan una base tecnológica para futuras investigaciones y desarrollo de productos. El establecimiento formal de normas a través de organizaciones de normalización tiene numerosos beneficios para los consumidores, entre ellos una mayor innovación, múltiples participantes en el mercado, costos de producción reducidos y los efectos de eficiencia de la intercambiabilidad de los productos. Para apoyar el proceso de desarrollo de estándares, la Organización Internacional de Normalización publicó un manual sobre Buenas Prácticas de Normalización (GSP) y el Comité de Obstáculos Técnicos al Comercio (OTC) de la Organización Mundial del Comercio publicó los "Seis Principios" que guían a los miembros en el desarrollo de estándares internacionales.

### Distribución de estándares y derechos de autor
Algunos estándares, como la Especificación SIF en la educación primaria, son administrados por organizaciones sin fines de lucro compuestas por entidades públicas y privadas que trabajan en cooperación y que luego publican los estándares bajo una licencia abierta sin costo y sin necesidad de registro.
Una biblioteca técnica de una universidad puede tener copias de normas técnicas a mano, al igual que las bibliotecas importantes de las grandes ciudades, que también pueden tener acceso a muchos estándares técnicos.
Algunos usuarios de estándares asumen erróneamente que todos los estándares están en dominio público. Esta suposición es correcta solo para los estándares producidos por los gobiernos, cuyas publicaciones no son susceptibles de copyright, o por organizaciones que emiten su estándar bajo una licencia abierta. Cualquier estándar producido por entidades no gubernamentales sigue siendo propiedad intelectual de sus desarrolladores (a menos que se indique específicamente lo contrario) y está protegido, al igual que cualquier otra publicación, por las leyes de copyright y los tratados internacionales. Sin embargo, la propiedad intelectual se extiende únicamente a la norma misma y no a su uso. Por ejemplo, si una empresa vende un dispositivo que cumple con un estándar determinado, no es responsable de realizar pagos adicionales a la organización de estándares, excepto en el caso especial en el que la organización posea derechos de patente o algún otro derecho sobre la propiedad intelectual descrita en el estándar.
Sin embargo, es responsable de cualquier infracción de patente por su utilización, al igual que con cualquier tecnología. Las organizaciones de normalización no ofrecen garantías de que se hayan identificado las patentes relevantes para una norma determinada. Las normas ISO llaman la atención sobre esto en el prólogo con una declaración como la siguiente: "Se llama la atención sobre la posibilidad de que algunos de los elementos de este documento puedan estar sujetos a derechos de patente. ISO e IEC no serán responsables de identificar ninguno o todos esos derechos de patente". Si la organización de estándares es consciente de que partes de un estándar determinado están bajo protección de patente, a menudo requerirá que el titular de la patente acepte conceder una licencia razonable y no discriminatoria antes de incluirla en el estándar. Tal acuerdo se considera un contrato jurídicamente vinculante, como en el caso de Microsoft v. Motorola de 2012.

## Tendencias
El ritmo cada vez más acelerado de la evolución tecnológica está afectando ahora más que nunca a la forma en que se proponen, desarrollan e implantan nuevos estándares.
Dado que las organizaciones de normalización tradicionales y ampliamente respetadas tienden a operar a un ritmo más lento que la evolución de la tecnología, muchas de las normas que desarrollan se están volviendo menos relevantes debido a la incapacidad de sus desarrolladores para mantenerse al día con el avance de la innovación tecnológica. Como resultado, apareció una nueva clase de emisores de estándares en el ámbito de la normalización: los consorcios industriales u organizaciones de establecimiento de estándares (SSO, por sus siglas en inglés), también conocidas como estándares privados. A pesar de contar con recursos económicos limitados, algunas de ellas gozan de una verdadera aceptación internacional. Un ejemplo es el World Wide Web Consortium (W3C), cuyos estándares para HTML, CSS y Extensible Markup Language se utilizan universalmente. También existen asociaciones impulsadas por la comunidad como el Grupo de Trabajo de Ingeniería de Internet (IETF), una red mundial de voluntarios que colaboran para establecer estándares para los protocolos de Internet.
Algunos esfuerzos de desarrollo de estándares impulsados por la industria ni siquiera tienen una estructura organizacional formal. Son proyectos financiados por grandes corporaciones. Entre ellos se encuentran OpenOffice.org, una comunidad internacional de voluntarios patrocinada por la Apache Software Foundation, que trabaja en un software de estándar abierto que pretende competir con Microsoft Office, y dos grupos comerciales que compitieron ferozmente entre sí para desarrollar un estándar para toda la industria para los DVDs. Otro ejemplo es la Global Food Safety Initiative, en la que los miembros del Consumer Goods Forum definen requisitos de evaluación comparativa para la armonización de estándares, y reconocen a los propietarios que utilizan estándares privados en el campo de la seguridad alimentaria.